# تشارلز إي. دو
تشارلز إي. دو هو سياسي أمريكي، ولد في 1846 في نيويورك في الولايات المتحدة، وتوفي في 19 نوفمبر 1914 في نوروولك في الولايات المتحدة. نشط حزبياً في الحزب الجمهوري.